# Gastone Nencini
Gastone Nencini (Barberino di Mugello, 1 de marzo de 1930 - Florencia, 1 de febrero de 1980) fue un ciclista italiano, profesional entre los años 1954 y 1965. Es uno de los dos ciclistas de la historia que consiguieron acabar las tres Grandes Vueltas entre los diez primeros en una misma temporada (el otro fue Raphaël Géminiani dos años antes, en 1955).Gastone lo consiguió en 1957, haciendo 9.º en la Vuelta a España, ganando el Giro de Italia y quedando 6.º en el Tour de Francia.

## Palmarés
1953
- Gran Premio Ciudad de Camaiore
- Giro del Casentino

1955
- 3.º en el Giro de Italia, más 2 etapas y clasificación de la montaña
- 1.º en Locarno (con Pietro Giudici y Pietro Giudici)

1956
- 1 etapa en el Tour de Francia
- Tres Valles Varesinos

1957
- Giro de Italia
- 2 etapas en el Tour de Francia y clasificación de la montaña
- Giro de Reggio Calabria

1958
- 1 etapa en el Tour de Francia
- 2 etapas en el Giro de Italia

1959
- 1 etapa en el Giro de Italia

1960
- Tour de Francia
- 2.º en el Giro, más 2 etapas
- 3.º en el Super Prestige Pernod International

## Resultados

### Grandes Vueltas
| Carrera | Carrera         | 1953 | 1954 | 1955 | 1956 | 1957 | 1958 | 1959 | 1960 | 1961 | 1962 | 1963 | 1964 | 1965 |
| ------- | --------------- | ---- | ---- | ---- | ---- | ---- | ---- | ---- | ---- | ---- | ---- | ---- | ---- | ---- |
|         | Giro de Italia  | —    | 16.º | 3.º  | Ab.  | 1.º  | 5.º  | 10.º | 2.º  | —    | 13.º | Ab.  | Ab.  | —    |
|         | Tour de Francia | —    | —    | —    | 22.º | 6.º  | 5.º  | —    | 1.º  | —    | Ab.  | —    | —    | —    |
|         | Vuelta a España | X    | X    | 18.º | —    | 9.º  | Ab.  | —    | —    | —    | —    | —    | —    | —    |

- Datos: Q712543
- Multimedia: Gastone Nencini / Q712543